# Маринов, Даниел
Даниел Ненков Маринов (род. 17 декабря 2004) — российский спортивный гимнаст болгарского происхождения. Мастер спорта России. Двукратный чемпион и обладатель Кубка России в упражнениях на брусьях (2022).

## Биография
Родился 17 декабря 2004 года в Софии в семье болгарина и русской. В детстве вместе с матерью переехал в Россию. Имеет двойное гражданство (болгарское и российское). Проживает в Казани. На соревнованиях представляет Республику Татарстан.
В 2024 году на Играх стран БРИКС победил в индивидуальном многоборье и упражнениях на брусьях.

## Общественная позиция
В мае 2022 года публично высказался в поддержку своего коллеги гимнаста Ивана Куляка, носившего на груди наклейку с буквой «Z» во время церемонии награждения на соревнованиях.